# Campo de Serralta
Campo de Serralta (en catalán Camp d'en Serralta) es un barrio de la ciudad de Palma de Mallorca, Baleares, España.
Se encuentra delimitado por los barrios de Jaime III, Plaza de los Patines, Son Espanyolet, Santa Catalina, Son Cotoner, Son Dameto, El Fortín y Buenos Aires.
Alcanzaba en el año 2007 la cifra de 13.147 habitantes.